# Indigofera guatimalensis
Indigofera guatimalensis là một loài thực vật có hoa trong họ Đậu. Loài này được Moc., Sessé & Cerv. ex Prain & Baker f. miêu tả khoa học đầu tiên năm 1902.